# Винценција (име)
Винцеција (мађ. Vincencia), је мађарско женско име латинског порекла са значењима: победница.

## Имендани
- 27. јануар.
- 1. фебруар.
- 20. април.